# Tuffkuddmossa
Tuffkuddmossa (Eucladium verticillatum) är en bladmossart som beskrevs av Bruch och W. P. Schimper in B.S.G. 1846. Tuffkuddmossa ingår i släktet Eucladium och familjen Pottiaceae. Arten är reproducerande i Sverige. Inga underarter finns listade i Catalogue of Life.

## Bildgalleri

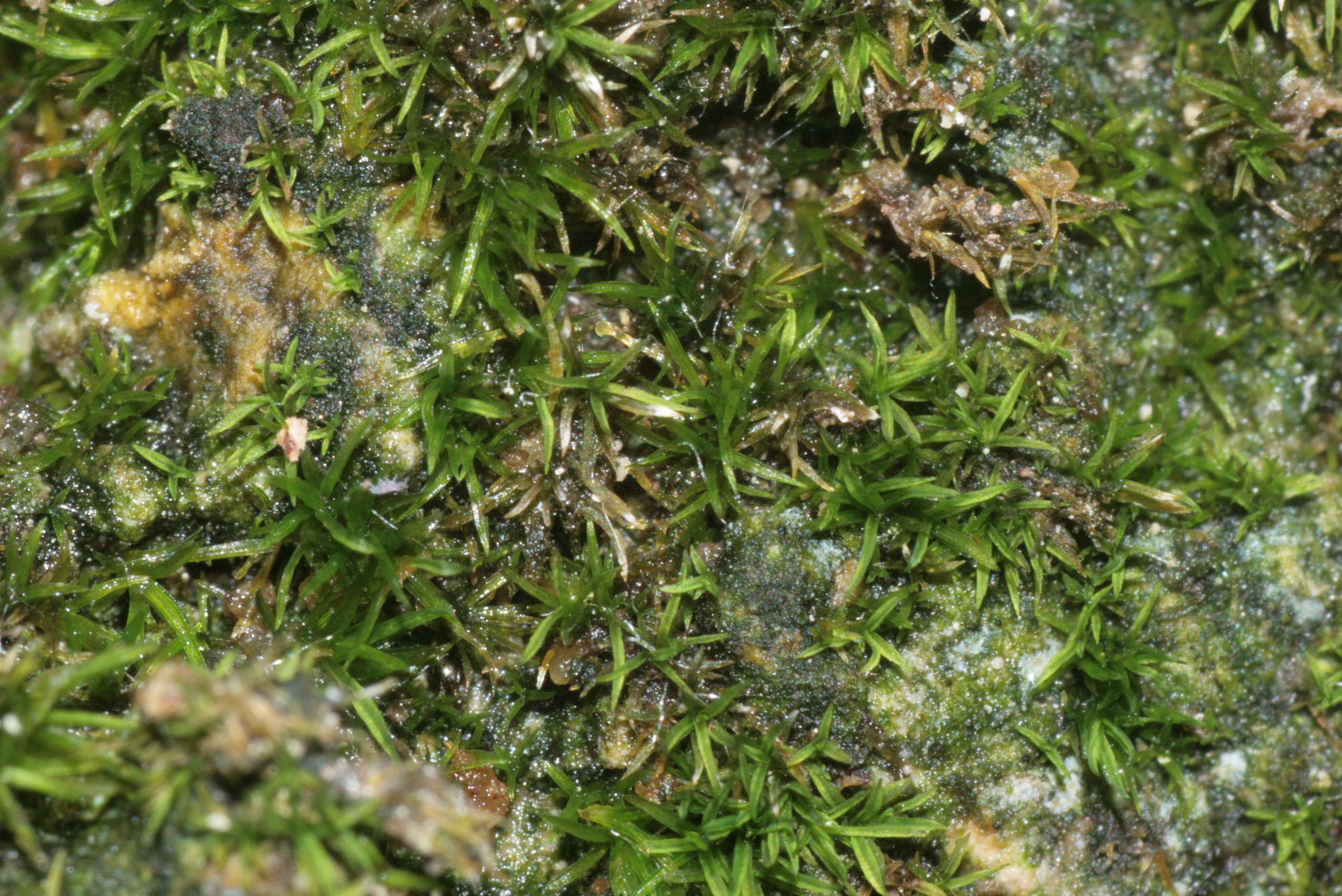
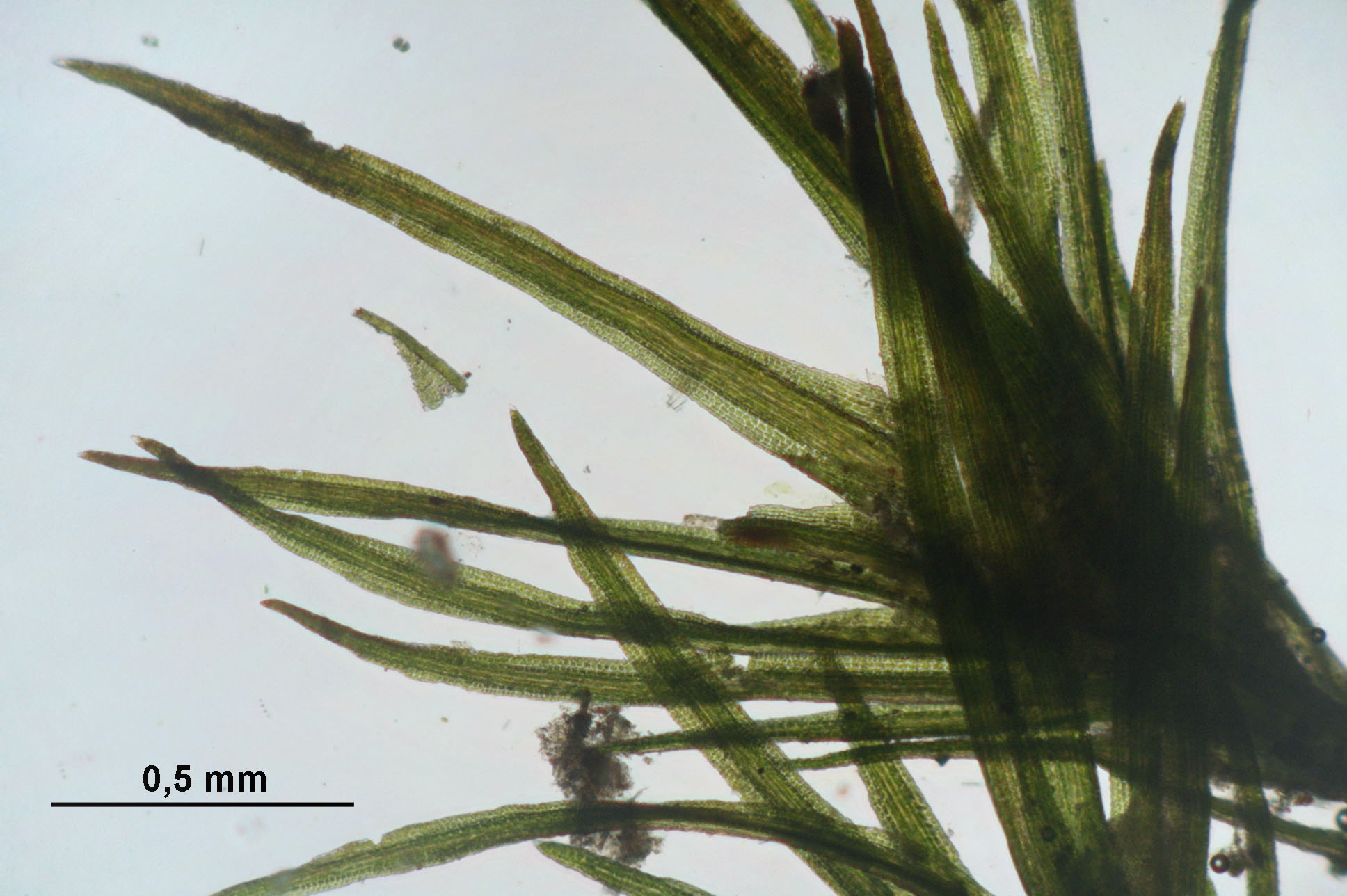
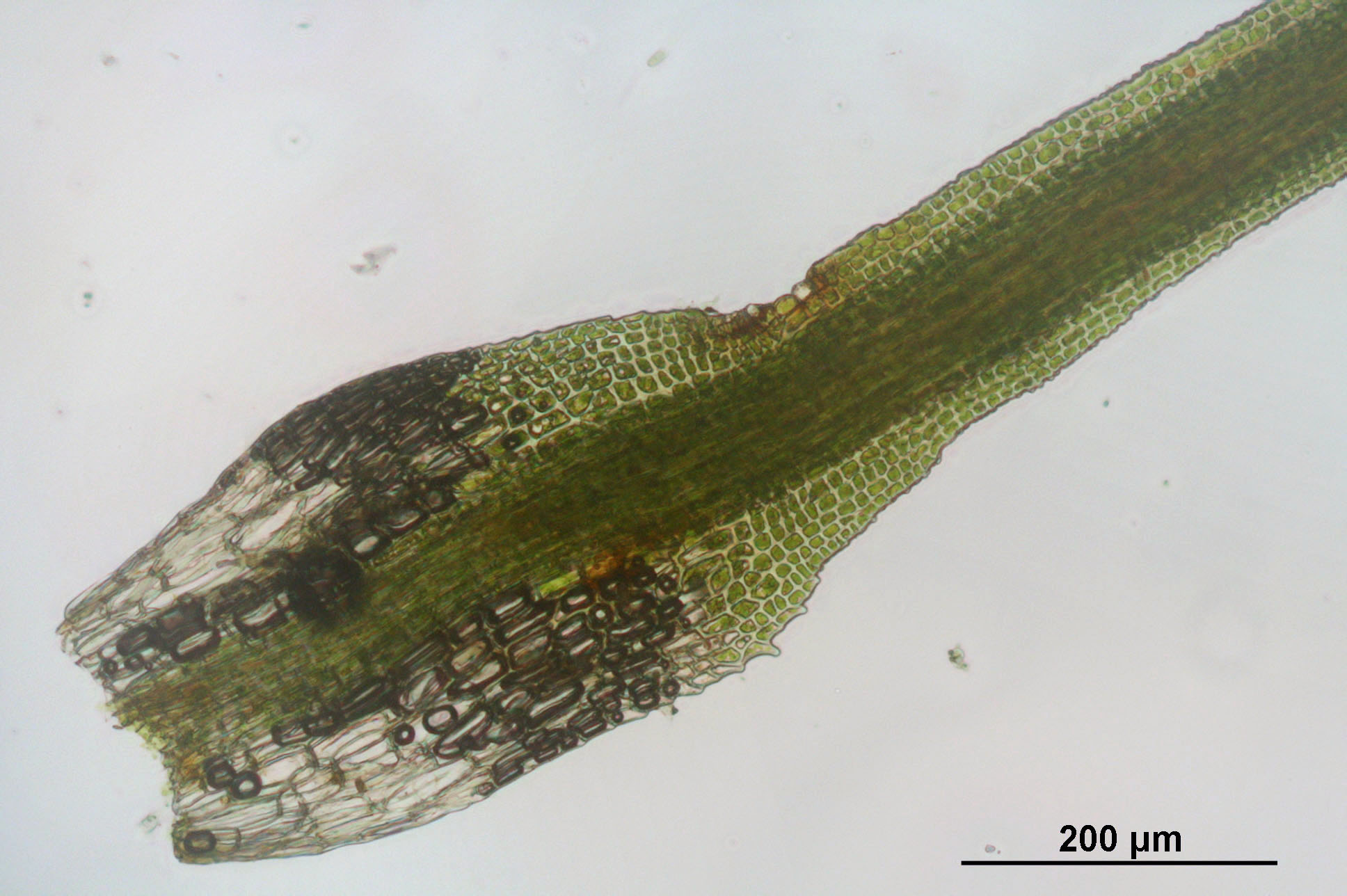
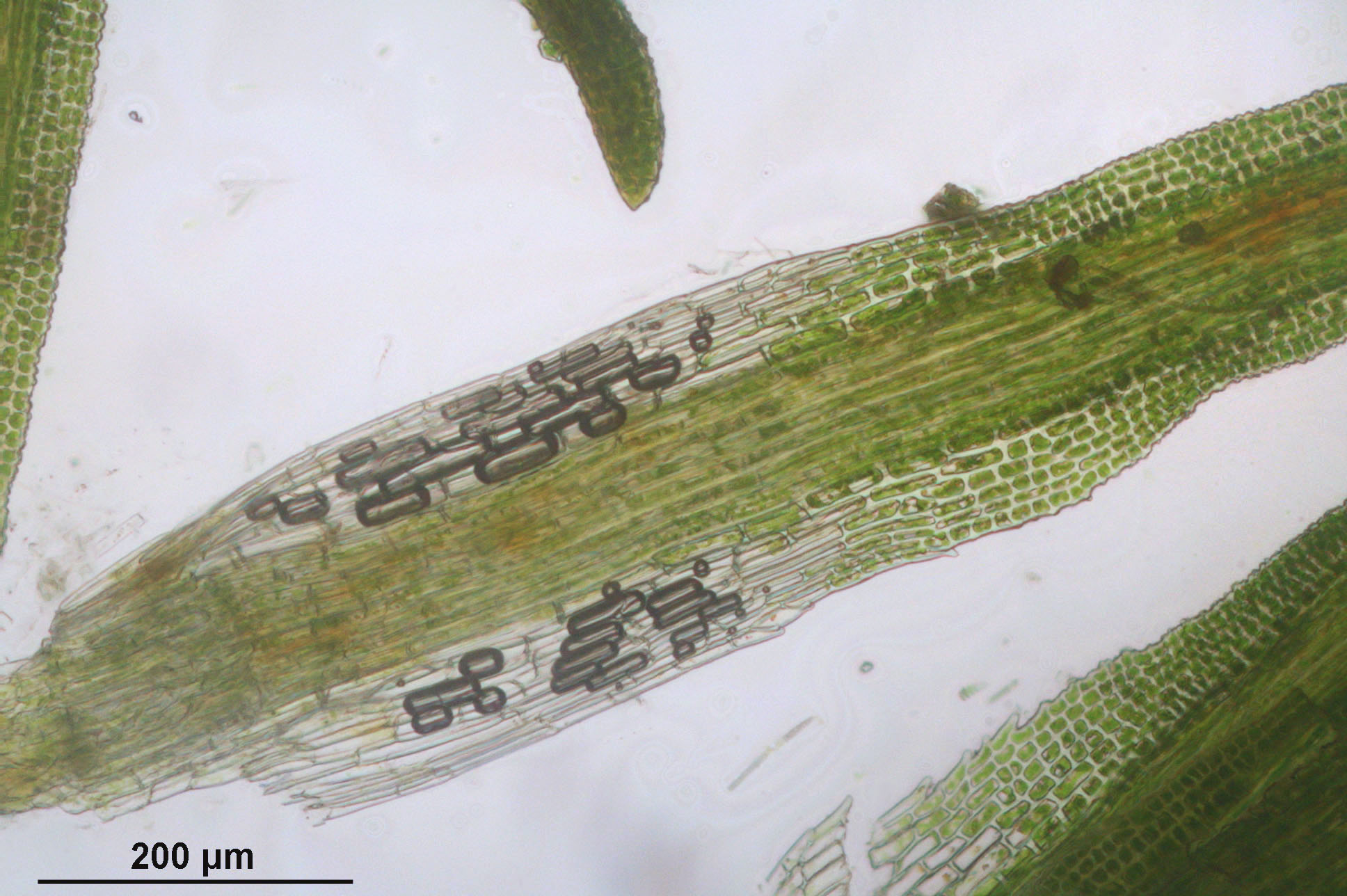